# Alliopsis ventripalmata
Alliopsis ventripalmata este o specie de muște din genul Alliopsis, familia Anthomyiidae, descrisă de Fan și Wu în anul 1983. Conform Catalogue of Life specia Alliopsis ventripalmata nu are subspecii cunoscute.